# Rákospalotai Villasor
A rákospalotai Villasor egy közterület, mely lakóinak jelentőségénél, az utcácska hírnevénél fogva egyben egy negyed is volt, mely 1869 és 1929 között Rákospalotához tartozott. 1929-ben Újpesthez került, ahol a Vécsey Károly utcához csatolták.

## Fekvése
A Villasor telkeit a Rákospalotai erdő déli területéből hasították ki. A közterület jellegére utaló utótagnak (sor) megfelelően a kezdeti években csak az utca egyik oldalán helyezkedtek el házak, azonban a századforduló után Újpest körülnőtte az akkor rákospalotához tartozó teleksort. Mai utcanevekkel is pontosan leírható elhelyezkedése: a IV. kerületi Vécsey Károly utca - Szilágyi utca - Lahner György utca - Blaha Lujza utca által határolt területen, a Vécsey utca páros számokkal jelölt oldalán álltak, állnak a villasori házak.
Az eredeti házszámozás a Szilágyi utcánál kezdődött, és a számok sorban, egymás után emelkedve haladtak. Az Újpesthez csatolást követően a villákat átszámozták, immár a Vécsey Károly utca számainak megfelelően a korábbihoz képest fordítva és csak páros számokkal jelölték az egyes telkeket.

## Története
A Károlyiak által telepített erdő déli részéből Károlyi István 1869-ben parcellázott egy területet. A telkeket elsősorban pesti polgárok vásárolták meg, s a következő évtizedek során a felépült lakóházakból hamarosan kialakult a villasor. A villasort részben a Pestről kiköltöző felső középosztály tagjai népesítették be, részben Rákospalota és Újpest értelmiségi rétege (mások mellett a Károlyi-uradalom tisztikarának egyes tagjai). Egy 1925-ben készült helyszínrajz szerint 28 telek volt a Villasoron, egy 1921-es felmérés szerint pedig a személyzettel együtt 303-an éltek itt. A Villasor Rákospalota és Újpest határán feküdt, lényegében Újpest területébe beékelődve, ezért az ott élőknek Újpesttel és Rákospalotával is kapcsolatuk volt. 1910-ben vetődött fel először az Újpesthez csatolás szándéka, ami közel két évtizeden keresztül váltakozó intenzitással és támogatottsággal a közélet egyik témája maradt. Végül 1929-ben a sort (és a mögötte lévő területet)  Újpesthez csatolták és beolvasztották a Vécsey Károly utcába. Neve azonban fennmaradt, a mai napig rákospalotai Villasorként emlegetik.
A második világháborút követően a villák egy részét államosították, a telkek többségét többszörösen felosztották, a Vécsey utcával párhuzamos Lahner György utcára ekkor számozták a villasori telkek hátsó traktusából leválasztott telekrészeket. A sor villáinak zömét megosztották, sokféle át- és ráépítés történt ebben az időszakban. A rendszerváltást követően volt olyan villa, melyet lebontottak, míg másokat felújítottak.

## A villasor jeles épületei

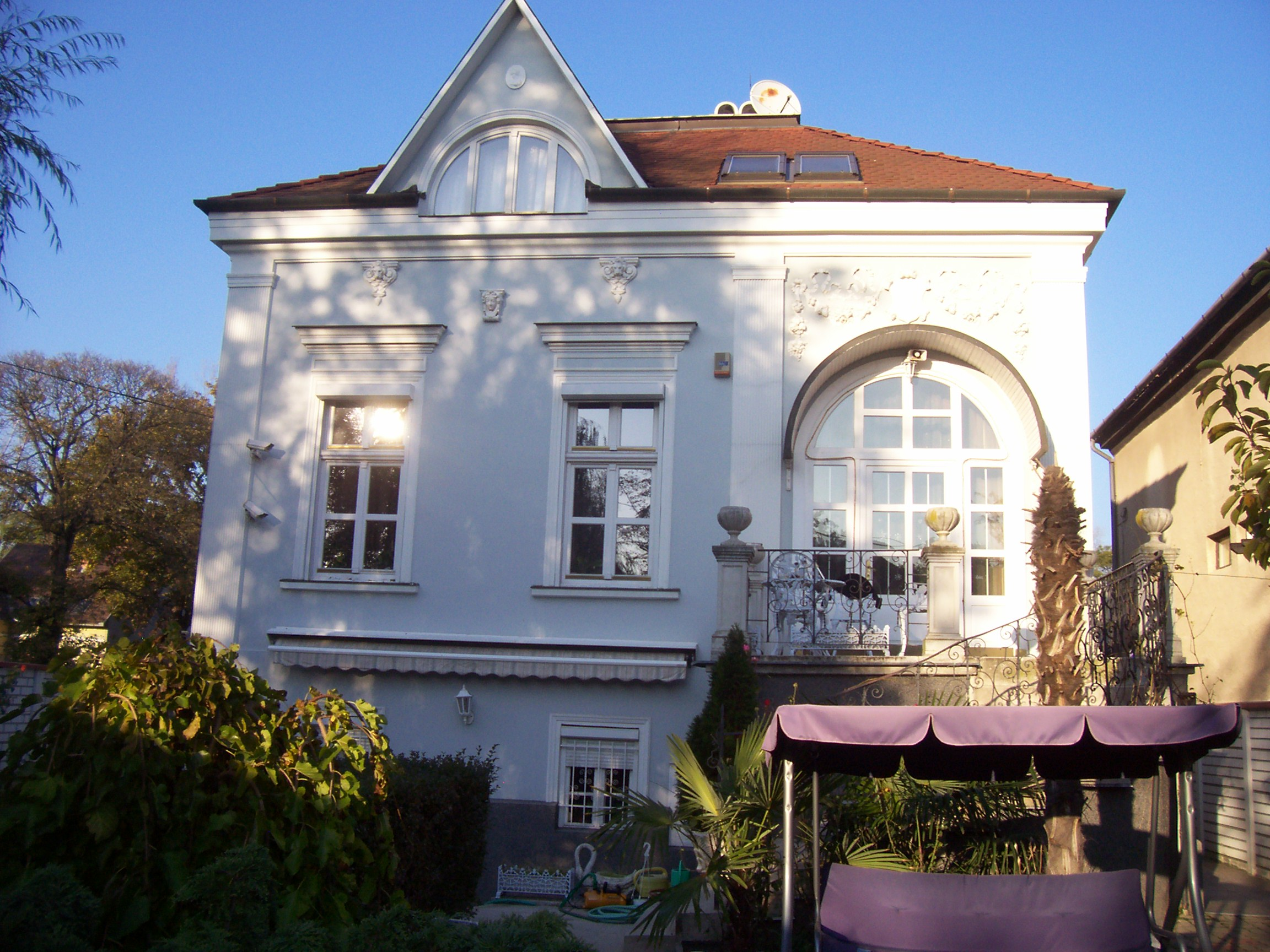
Az Éber-Passuth villa

A villák egy részét a budai klasszicista villák képére formálták, de megépítésükre jó fél évszázaddal a budai nyaralók építési korszaka után került sor, emiatt leginkább eklektikus stílusúak.
- 1. sz. (1912-től Park u. 1.)[8] A Brunovszky-vendéglő épülete. Magát az épületet még a Bossányi-család emelte, de 1912-ben a Brunovszkyak megvásárolták és odaköltöztették éttermüket, ami a világháború utáni államosításokig az ő nevükön futó színvonalas szórakozóhely volt.[9] Az étterem épületének tetőzetét mai gazdája 2017-ben bontani kezdte, amit csak az emiatt támadt botrány hatására állított le.[10]
- 2-3. sz. (1912-től Villasor 1.)[11] Varga Ferenc állatorvos építtette magának 1875-ben. Számos tulajdonosváltozás után államosították, majd úttörőház, később óvoda működött benne. 2018-ban is egy magánóvoda használja.[1]
- 9. sz. (1912-től Villasor 6.)[12] Balló-Aggházy villa. Az épület az utca legrégebbi házai közé tartozott, 1875-ben már állt. 1885-ben vásárolta meg Balló Mátyás vegyészmérnök, a Vegyészeti és Élelmiszervizsgáló Intézet nyugalmazott igazgatója. Feleségével és négy gyermekével (Alfréd, Mária, Zelma és Ágnes) lakott a házban. Máriát főiskolai mesterének, Aggházy Gyulának fia, Tibor vette feleségül, és ekkor ide is költözött a feleségéhez. Ide születtek gyermekei, Irén és a későbbi neves művészettörténész, Mária is. Az utolsó tulajdonos, Aggházy Irén 1954-ben eladta a villát. Az épületet végül 2016-ban lebontották.[13]
- 10. sz. (1912-től Villasor 7.)[14] Neruda Nándor belvárosi gyógyáruforgalmazó villája 1883-tól, majd az 1930-as években az újpesti vendéglős, Illik Viktor vásárolta meg.[1]
- 13. sz. (1912-től Villasor 10/b.)[15] Éber Emanuella Újpest megbecsült gimnáziumi tanára, Éber László testvére volt a ház tulajdonosa 1920-tól. Itt lakott házasságkötéséig a fia, Passuth László író is.[16]